# Паметник на Васил Левски (Стара Загора)
Паметникът на Васил Левски в Стара Загора е открит през 1976 г. Изобразява Васил Левски, част от чийто живот е прекаран в Стара Загора.

## Местоположение
Паметникът се намира на площада пред катедралния храм „Св. Димитър“, на пресечката на ул. „Цар Иван Шишман“ и ул. „Васил Левски“.

## Построяване

### Идея
Паметникът е посветен на старозагорския период на Левски, който живее в Ески Загра (старото име на Стара Загора) от 1855 до 1858 година.
В периода 1855 – 1858 г. Васил Левски живее и се учи за свещеник в Хилендарския метох (по това време известен под името „Възрожденски метох“), чиято реплика се намира в източния двор на Катедралния храм „Св. Димитър“, а първоначално се е намирал точно на мястото на днешния паметник на Апостола. По думите на Стоян Заимов „Тук той получава първото просветление за правда и свобода“.
Левски учи две години в първото взаимно новобългарско светско Светиниколско училище, открито през 1841-ва от Даскал Атанас Илиев. Пее и в първия църковния хор в Ески Зара, основан от Даскал Петър Иванов. Църквата пази спомена за това със стенопис над входа. Според изследователи на живота и дейността на Левски, тук приема монашеското име Игнатий, влияние за което има саможертвата на старозагорския мъченик за християнска вяра св. Игнатий.

### Авторски колектив
Автори на паметника са скулпторите Любомир Петров и Петър Куцаров, с участието на арх. Иван Райнов.

### Материали
По професионална оценка постаментът, съставен от 4 гранитни блока, тежи между 10 и 12 тона, а изваяният бюст от бронз е с тегло около 600 кг. На източната страна на паметника има в наши дни месингова плочка с тегло около 55 кг и диаметър 60 см.

## Композиция
Паметникът се състои от бронзов бюст на Васил Левски, върху гранитен постамент. В началото е поставена плочата, на която се упоменават годините 1855 – 1958, в които Левски пребивава в Ески Загра. Някои историци дават малко противоречива информация, например Христо Шиваров посочва за първа година 1852 г.
На юг е обърнат бюста на Васил Левски, с надпис под него „В. Левски 1837 – 1873 г.“.
На изток се намира бронзов медальон, който изобразява печата на българския централен революционен комитет.
На север е мисълта на Апостола: „Ако спечеля, печеля за цял народ. Ако загубя, губя само меня си!“.

## Реставрация
През 2009 г. от паметника е откраднат, а на 15 февруари 2010 г. е възстановен по снимка, медальонът, който изобразява печата на БРЦК. Оригиналът е от бронз, а репликата от месинг. Средствата са отпуснати от Община Стара Загора. Изработен е от автора на паметника Любомир Петров, който ръководи поставянето му обратно в дните в навечерието на 19 февруари, когато се отбелязват 137 години от гибелта на Апостола на свободата.
През 2020 г. се извършва цялостна реставрация на паметника, която включва почистване, патиниране и импрегниране, което няма да позволява проникването на влага и ще съхрани монумента. Дейностите по обновяване на композицията са възложени на художника-реставратор Никола Стоянов, който има богат професионален опит в областта.